# L'Amérique pleure
Pistes de Les Antipodes
Les maisons toutes pareilles
L'Amérique pleure est une chanson des Cowboys fringants parue sur l'album Les Antipodes en 2019.

## Description
Le narrateur du texte de la chanson est un camionneur québécois travaillant sur le réseau routier nord-américain. Les paroles racontent le quotidien du camionneur ainsi que ses réflexions sur son époque et le continent qu'il arpente. Au volant de son camion, il constate les travers du rêve américain, comme les inégalités sociales, la surconsommation, l'individualisme ou la violence,.
La musique est de style country folk teinté de mélancolie.
La chanson est un succès et devient en 2020 la chanson ayant passé le plus de temps à la première place du top 100 BDs des chansons ayant le plus de rotations sur les radios québécoises, après 26 semaines passées à cette place.

## Vidéoclip
Publié le 3 octobre 2019 et réalisé par Louis-Philippe Eno, le vidéoclip met en scène un groupe de danseurs en ligne dont certains sont vêtus en western dans un bar-karaoké. La vidéo a été tournée à la Taverne Rancho sur la rue Notre-Dame à Montréal. Le danseur principal est Mathieu Casavant. Le tournage s'est déroulé moins d'une semaine avant la publication de la vidéo sur YouTube,.

## Film
L'Amérique pleure : le film est un concert-événement filmé dans les quatre coins de la province de Québec. Le film prend l'affiche le 9 avril 2021 dans les cinémas,.

## Récompenses
- 2020 : Prix Félix de la chanson de l'année[9]
- 2020 : Prix Félix du vidéoclip de l'année